# Mieczysław Stypułkowski
Mieczysław Stypułkowski ps. „Mietek, Rola, Miś” (ur. 16 października 1909 w Woli Bystrzyckiej, zm. 3 czerwca 1943 w Warszawie) – polski duchowny katolicki, kapitan Wojska Polskiego, członek ruchu oporu podczas II wojny światowej.

## Życiorys
W 1932 roku ukończył Seminarium Duchowne w Łodzi i w tym samym roku otrzymał święcenia prezbiteriatu. Jako wikary pracował w parafiach: św. Wojciecha w Dobroniu, św. Katarzyny Aleksandryjskiej w Zgierzu oraz Niepokalanego Poczęcia Najświętszej Maryi Panny i św. Michała Archanioła w Łasku (1939-1940). Ukończył również prawo.
Podczas kampanii wrześniowej służył w stopniu kapitana jako kapelan 36. Pułku Piechoty Legii Akademickiej. Po zakończeniu walk został w listopadzie 1939 roku aresztowany w ramach Intelligenzaktion i trafił do łódzkiego obozu Radegast. W styczniu 1940 roku został zwolniony z nakazem wyjazdu do Generalnego Gubernatorstwa. Po pewnym czasie przeniósł się tam i wstąpił w szeregi Związku Walki Zbrojnej, a następnie Armii Krajowej. Był członkiem „Wachlarza”, gdzie pełnił funkcję Szefa Kadry Oddziału I Organizacyjnego, a następnie likwidatora organizacji. W 1943 roku został aresztowany przez Niemców i osadzony na Pawiaku. Zginął, rozstrzelany na ulicach Warszawy.
Tablica, poświęcona pamięci ks. Stypułkowskiego znajduje się na kaplicy cmentarnej cmentarza parafialnego parafii Niepokalanego Poczęcia Najświętszej Maryi Panny i św. Michała Archanioła w Łasku.